# Gangolli
Gangolli är en ort i Indien.   Den ligger i delstaten Karnataka, i den södra delen av landet, 1 700 km söder om huvudstaden New Delhi. Gangolli ligger 11 meter över havet och antalet invånare är 15 200.
Terrängen runt Gangolli är platt. Havet är nära Gangolli västerut. Runt Gangolli är det tätbefolkat, med 297 invånare per kvadratkilometer. Närmaste större samhälle är Coondapoor, 3,0 km sydost om Gangolli. Omgivningarna runt Gangolli är en mosaik av jordbruksmark och naturlig växtlighet.